# Laban (gruppe)
 For alternative betydninger, se Laban. (Se også artikler, som begynder med Laban)
Laban  var en dansk duo, der bestod af Lecia Jønsson og Ivan Pedersen, og som debuterede i 1982 med kæmpehittet "Hvor ska' vi sove i nat", som er en dansk udgave af den italienske sang "Sarà perché ti amo".
Denne ene sang, "Hvor ska' vi sove i nat", har solgt over en million eksemplarer, ligesom den er blevet udgivet i flere coverversioner, blandt andet af Diskofil.
Laban har også oplevet international succes og særligt sangen "Love in Siberia" (som var en engelsk version af sangen "Kold som is") banede vej for dette. I 1986 blev "Love in Siberia" nummer 88 på Billboard Hot 100 i USA.
Andre hits i Danmark tæller "Jeg Ka' Li' Dig Alligevel", "Helt Perfekt (Det blir man aldrig)" og "Asian Heart", "Det' en Hem'lighed" m.fl.
Mange af de sange Laban har indspillet er udenlandske sange oversat til dansk (fra LP 2 med tekster af Lecia Jønsson/Ivan Pedersen) bl.a. "Det er hans kys" (It's In his Kiss), men både Pedersen og Jønsson har også selv bidraget med sange til Labans repertoire.
Ivan og Lecia gik hver til sit i 1988. Lecia Jønsson har efterfølgende haft en karriere som soloartist i Country genren hvor hun også fik en grammynominering. Ivan Pedersen har efterfølgende haft en karriere med grupperne Backseat og Sing Sing Sing samt som soloartist.

## Baggrund
I 1981 fik pladeselskabsmand Cai Leitner på EMI tilsendt singlen "Sarà perché ti amo" fra den italienske popgruppe Ricchi e Poveri. Leitner mente sangen havde hitpotentiale, og besluttede at lave en dansk version. Han bad gennem sin sekretær sangeren Ivan Pedersen skrive en dansk tekst til sangen, som blev til "Hvor ska' vi sove i nat?" Herefter foreslog han, at Pedersen skulle indspille den som duet med sangerinden Lecia Jønsson, der var tilknyttet EMI. Da begge sangere var involveret i andre projekter, besluttede de i samråd med pladeselskabet at udsende singlen under et andet navn. Tommy Seebach foreslog navnet Laban, inspireret af Abba, hvori der også indgik to a'er. Herefter indspillede Tommy Seebach, der var "in-house-producer" på EMI, sangen med vokaler fra de to anonyme kunstnere. Anonymiteten benyttede pladeselskabet til et PR-fremstød, og musikanmelderne kappedes om at gætte, hvem der fremførte den. Dette skabte stor opmærksomhed og fremmede salget. Sangens succes betød, at duoens identitet hurtigt blev kendt, og den begyndte kort efter at turnere flittigt overalt i landet. I løbet af fire år udgav den tre albums, som alle opnåede platin.

## Karriereforløb
Den første singles succes betød, at duoens identitet hurtigt blev almindeligt kendt, og den turnerede flittigt overalt i landet. Flere optrædener på DR -tv og deltagelse i forskellige events skabte grundlaget for at duoen etablerede et firma, og ud over turneerne arbejde de hårdt på at skrive nye sange i den "lette" disco - pop genre. I løbet af fire år udgav den tre albums, som alle opnåede platin. Under indtryk af de for et poporkester flotte anmeldelser og med henvisning til EMI's "konservative" kommandoveje, overtalte Cai Leitner duoen til at indgå en kontrakt med et mindre, men mere poporienteret selskab, Mega Records. Her arbejdede man med at udvikle sounden, blandt andet ved brug af synthesizer, som appellerede til den yngre del af publikum.
Turneerne fyldte en stor del af duoens kalender og bestod typisk af et 2x20 minutters playback show, hvor de lagde stemmer til albummets orkesterlyd. Successen førte bland andet til deltagelse i Gregers Dirckinck-Holmfelds program på DR, lørdagsshowet. Mens deres live - optrædener var "minimalistiske" uden orkester på scenen, blev albummerne indspillet med medvirken af nogle af tidens førende musikere, bl.a. Billy Cross, Claus Asmussen, Helge Solberg og søstrene Lei Moe og Lupe Moe. "Love in Siberia" (som var en engelsk version af sangen "Kold som is") banede vej for dette. Da gruppen forsøgte sig på engelsk, blev "Love in Siberia" nummer 88 på Billboard Hot 100 i USA i 1986. Samtidig stagnerede salget i Danmark og de mange turneer samt interne stridigheder sled på duoen. I de sidste to år af karrieren udvidede de mandskabet til et band, som bland andet havde stor succes især i Sverige. Men efter Laban 5 turneen var uenighederne mellem sangerne for store og da de samtidig fornemmede, at pladeselskabet droslede ned for samarbejdet, opløstes Laban.

## Diskografi

### Studiealbums
- Laban, 1982
- Laban 2, 1983
- Laban 3, 1984
- Laban 4, 1985
- Caught by surprise, 1986 (engelsk udgivelse)
- Laban 5, 1987
- Roulette, 1987 (engelsk udgivelse)

### Opsamlingsalbums
- Laban's bedste, 1985
- Greatest hits, 1988 (engelsk udgivelse)
- De største narrestreger, 1997
- The Collection, 2000
- De 36 bedste narrestreger, 2009
- Komplet & rariteter, 2010